# Scasso
Lo scasso in agricoltura è una lavorazione profonda del terreno che ha carattere di straordinarietà in quanto si esegue prima dell'impianto degli arboreti. La profondità della lavorazione è in genere di 80-120 cm, ma eccezionalmente può arrivare fino a 150 cm.

## Scopi
Lo scopo dello scasso è quello di creare condizioni di sofficità, anche se temporanea, anche ad una certa profondità, in modo che le radici degli alberi si espandano con facilità. In un terreno non scassato, infatti, le radici si sviluppano più superficialmente e le piante sono più facilmente soggette a fenomeni di sradicamento e più suscettibili alla siccità. Si effettua con una trattrice agricola gommata/cingolata super pesante.

## Scasso a buche

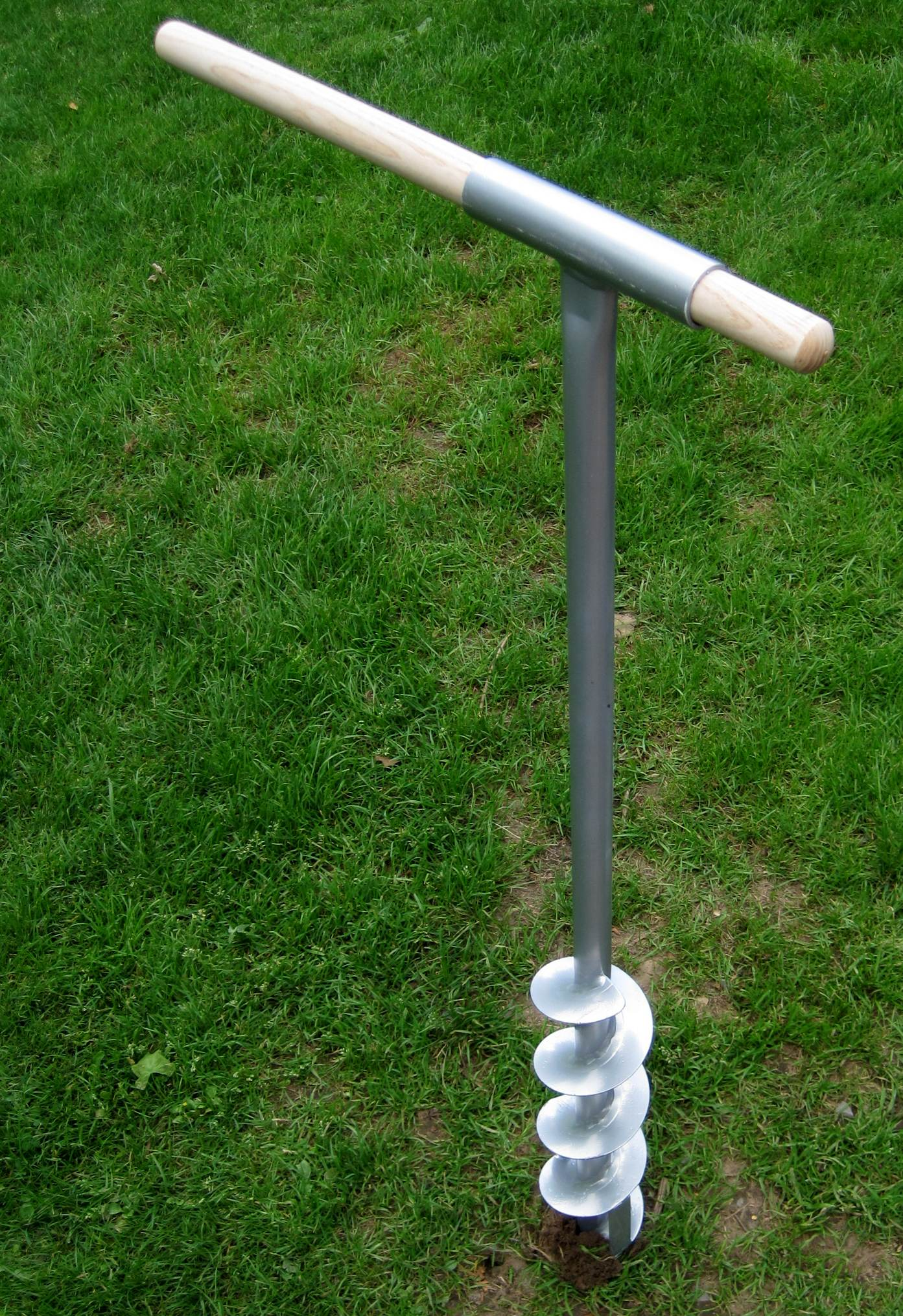
Trivella a mano per creare buche nel terreno

Si esegue praticando delle buche larghe e profonde in corrispondenza dei punti in cui saranno messe a dimora le piante. Questa operazione si eseguiva a mano per l'impianto di arboreti a sesto ampio (es. 10x10 m) per i quali non si riteneva necessaria la lavorazione su tutta la superficie. Attualmente, con la riduzione dei sesti d'impianto, ha perso del tutto importanza ed è adottato solo per la sostituzione di singole piante all'interno di un arboreto o per ridurre i costi d'impianto. Si esegue meccanicamente con una trivella in grado di praticare buche di 80-100 cm di profondità.

## Scasso a trincea
Detto anche scasso a fosse, si esegue praticando una fossa profonda lungo le direttrici dei filari. Pratica non molto diffusa, si esegue tracciando un fosso con un aratro assolcatore (munito di doppio versoio) o con un escavatore a cucchiaio. In generale la trincea ha una profondità di circa un metro e una larghezza di oltre un metro.

## Scasso totale
Detto anche scasso reale o totale, si esegue lavorando tutta la superficie. La lavorazione consiste in un'aratura oppure in una ripuntatura profonda (spesso chiamata rippatura).
Lo scasso eseguito con l'aratro è la pratica adottata per tradizione. La lavorazione si esegue con aratri speciali, trainati, in grado di eseguire lavorazioni a profondità eccezionali. Data l'elevata forza di trazione richiesta, s'impiegano trattori di elevata potenza e aderenza. Allo scopo si prestano meglio i trattori cingolati in quanto i cingoli e l'alto rapporto massa/potenza offrono una migliore aderenza rispetto ai trattori gommati. L'aratro è del tipo trainato, con dispositivo di regolazione della profondità azionato da un martinetto idraulico alimentato dall'impianto idraulico del trattore.
Questo tipo di lavorazione determina un'inversione del profilo del terreno, può anche avere un effetto ammendante quando sono interessati strati di differente tessitura. Offre inoltre il vantaggio di avere un'ottima azione rinettante sulle piante infestanti e può essere sfruttata per l'interramento dei concimi. Gli svantaggi consistono nell'eventuale riporto di terreno sterile in superficie e, soprattutto, nei maggiori costi. Il grado di zollosità è marcato perciò lo scasso richiede lavorazioni complementari che in genere consistono in un'aratura di media profondità e una o due erpicature. La concimazione di fondo si può eseguire in corrispondenza dello scasso, ma è preferibile rimandarla all'aratura complementare in quanto concentra i concimi nello strato maggiormente interessato dalle radici (30-40 cm). La profondità della lavorazione dipende soprattutto dalla tessitura: per evitare l'eventuale formazione di una suola di lavorazione relativamente superficiale, la profondità viene aumentata nei terreni limosi e argillosi.
Lo scasso eseguito con la rippatura si esegue con scarificatori pesanti, detti ripper, in grado di raggiungere profondità rilevanti. Il ripper, composto di 1-4 organi discissori, è portato da un trattore dotato di adeguata potenza e aderenza oppure da una macchina per movimento terra. Questo tipo di lavorazione non altera il profilo del terreno ma si limita a interrompere la sua continuità con una serie di tagli paralleli. Per una maggiore efficacia della lavorazione è preferibile l'esecuzione di due passaggi in direzioni perpendicolari. A parità di profondità la rippatura richiede forze di trazione inferiori. Rispetto all'aratura ha lo svantaggio di non poter essere sfruttato per l'interramento di ammendanti e concimi e ha, inoltre, un effetto rinettante di minore entità. La lavorazione potrebbe essere seguita da una semplice erpicatura, ma si rivela necessaria anche una successiva aratura di media profondità allo scopo d'interrare i fertilizzanti apportati con la concimazione di fondo.

## Epoca di esecuzione
Lo scasso si pratica dopo le operazioni preliminari (decespugliamento o disboscamento, spianamento della superficie, spietramento) e prima delle lavorazioni complementari. Il periodo migliore per l'esecuzione è l'estate perché in questa stagione il terreno è allo stato coesivo e i rischi di danneggiamento della struttura, dovuti per lo più alla costipazione con mezzi particolarmente pesanti, sono minimi.